# 河合吉統
河合吉統（日文：かわい よしむね，大永元年（1521）－天正元年（1573））朝倉義景重臣。五郎兵衛。安藝守。

## 經歷
吉統長於內政，最初是義景的申次。天文19年（1550）被任命為奉行眾。大約在元龜元年（1570）到天正元年（1573）擔任家臣團中最高職位「一乘谷奉行人」，全權負責有關行政方面事務。除了處理內政之外，吉統也有幾次上戰場記錄：弘治元年（1566）大野、加賀和元龜元年（1570）的姊川之戰率2000騎兵為先鋒參加。天正元年（1573）一乘谷之戰在與織田軍作戰時被討死。
《信長公記》記為「河合安藝守」。